# Physoplexis comosa
Physoplexis comosa là loài thực vật có hoa trong họ Hoa chuông. Loài này được (L.) Schur miêu tả khoa học đầu tiên năm 1853.